# Piaractus brachypomus
Piaractus brachypomus là danh pháp khoa học của một loài cá Pacu Amazon, một họ hàng gần của cá răng đao và cá đô la bạc. Giống như một số loài có quan hệ họ hàng gần khác, P. brachypomus thường được gọi là cá pacu bụng đỏ. Điều này đã tạo ra nhiều lộn xộn về bản chất và nhu cầu của tất cả các loài có liên quan, với danh tiếng và các yêu cầu của một loài thường bị gán sai lầm cho loài khác. Tên gọi không gây nhầm lẫn cho P. brachypomus là pirapitinga.
Khu vực sinh sống bản địa là lưu vực các sông Amazon và Orinoco tại Colombia, Venezuela, Peru, Bolivia và Brasil, cũng được ghi nhận có ở Argentina nhưng đã du nhập vào nhiều nơi khác như Ấn Độ, Bangladesh, Canada, Đài Loan, Hoa Kỳ, Thái Lan, Trung Quốc và Việt Nam.
Tại Việt Nam, có nguồn gọi loài này là cá chim trắng hay cá chim trắng toàn thân.

## Mô tả chung
Pacu bụng đỏ thường bị nhầm lẫn với các loài cá pacu khác (Piaractus mesopotamicus, Colossoma macropomum) hay piranha (Pygocentrus nattereri) do bề ngoài tương tự nhau của chúng. Cơ thể chúng sâu và dẹp bên, với hai bên mình có màu trắng bạc và sẫm dần về phía gần lưng. Màu đỏ có ở bụng, cằm, vây ngực và đôi khi cũng có ở ở các tia vây trước của vây hậu môn. Các tia vây khác sẫm màu đồng nhất. Giống như ở các loài cá chép mỡ (Characiformes) khác, vây béo nhỏ không chia thành tia vây nằm ở khoảng giữa vây lưng và vây đuôi. Số lượng tia vây: Vây lưng = 15-18, vây ngực = 16-19, vây hậu môn = 24-28, vây chậu = 8. Vài tia vây đầu tiên của vây lưng và vây hậu môn dài hơn các tia vây còn lại. Một hàng răng cưa sắc nhọn hình thành từ vảy bị biến đổi nằm ở phần bụng. Mặc dù không phát triển và không sắc nhọn như ở các loài cá răng đao họ hàng nhưng cá pacu bụng đỏ cũng có 2 hàng răng cứng và phẳng để nghiền hạt và quả hạch. Công thức bộ răng của chúng bao gồm 2 dãy răng cửa có hình dạng răng hàm nằm trên xương tiền hàm trên và một hàng răng trên xương hàm dưới.
Khi còn non, cá pacu bụng đỏ trông giống như cá piranha ở chỗ cũng có các đốm màu từ xám sẫm tới đen trên cơ thể, một đặc trưng tiêu chuẩn của cá piranha, giúp chúng thoát khỏi các cuộc tấn công của cá săn mồi, kể cả cá piranha khi cá pacu còn dễ bị thương tổn. Khi chúng lớn dần thì các đốm này sẽ dần biến mất.
P. brachypomus có thể và sẽ lớn nhanh trong các điều kiện thích hợp. Kích thước tổng thể mà nó có thể phát triển được vẫn là vấn đề của tranh luận đáng kể và không ít sự lộn xộn. Phần lớn sự lộn xộn bắt nguồn từ thực tế là một loài có thể và thường rất dễ bị nhận dạng sai thành loài khác, và kích thước có thể đạt được khi nuôi nhốt thường là nhỏ hơn so với kích thước có thể đạt được trong tự nhiên hoang dã. P. brachypomus là loài cá tương đối nhỏ, với kích thước khoảng 25–88 cm, tối đa ghi nhận là 88 cm, cân nặng tối đa 25 kg và tuổi thọ tối đa 28 năm. Tuy nhiên, nó có thể dễ dàng lớn vượt trội phần lớn các loài nuôi trong bể cảnh: chúng là loài cá khỏe và cường tráng cần nhiều không gian bơi lội và có nhu cầu rất cao về hệ thống lọc nước. Chúng có bộ răng khỏe có thể gây ra những vết cắn nghiêm trọng.

## Thức ăn khi nuôi nhốt
P. brachypomus chủ yếu là loài ăn cỏ, nhưng trên thực tế nó là loài kiếm ăn theo cơ hội. Các phân tích dạ dày các mẫu vật hoang dã chỉ ra rằng nó là loài chủ yếu là ăn cỏ, ăn các loại quả và hạt nhưng cũng ăn cả côn trùng, động vật phù du và cá nhỏ. Trong các bể cá cảnh thì người ta thường cho nó ăn loại thức ăn đa dạng bao gồm các viên hay mẩu thức ăn sấy khô có chất lượng, cùng nhiều rau và quả. Rau chân vịt, lá rau diếp, các loại rau quả như táo, chuối, đào, nho, bí xanh, lê, cải bắp và cà rốt cũng là nguồn thức ăn tốt. Chúng đôi khi cũng "vồ lấy" thức ăn trôi nổi, làm nước bắn tung tóe và làm cho mi mắt là thiết yếu. Trong điều kiện nuôi nhốt, không nên nuôi loài này với bất kỳ loài cá nhỏ nào tới mức bị chúng coi là thức ăn, mặc dù chúng thường là vô hại khi bơi cạnh các loài cá to lớn hơn.

## Trong bể cá cảnh
Khi có kích thước lớn hơn, P. brachypomus cần bể cá to hơn để phát triển. Nhiệt độ nước thích hợp với chúng khoảng 26–28 °C (79–82 °F) và hệ thống cần được lọc nước và lưu thông oxy tốt. P. brachypomus to lớn hơn đôi khi được coi là "cá quỷ" và được nuôi trong các bể cá cảnh cùng các loài cá to lớn khác. Chúng có xu hướng nhút nhát và ẩn dật và sẽ tháo lui để ẩn nấp khi cảm thấy không an toàn. Đôi khi chúng cũng đánh nhau khi nuôi thành một nhóm. Phải mất nhiều thời gian để chúng thích nghi với bể cá và chúng thường có thể cố gắng nhảy ra ngoài.

## Sử dụng

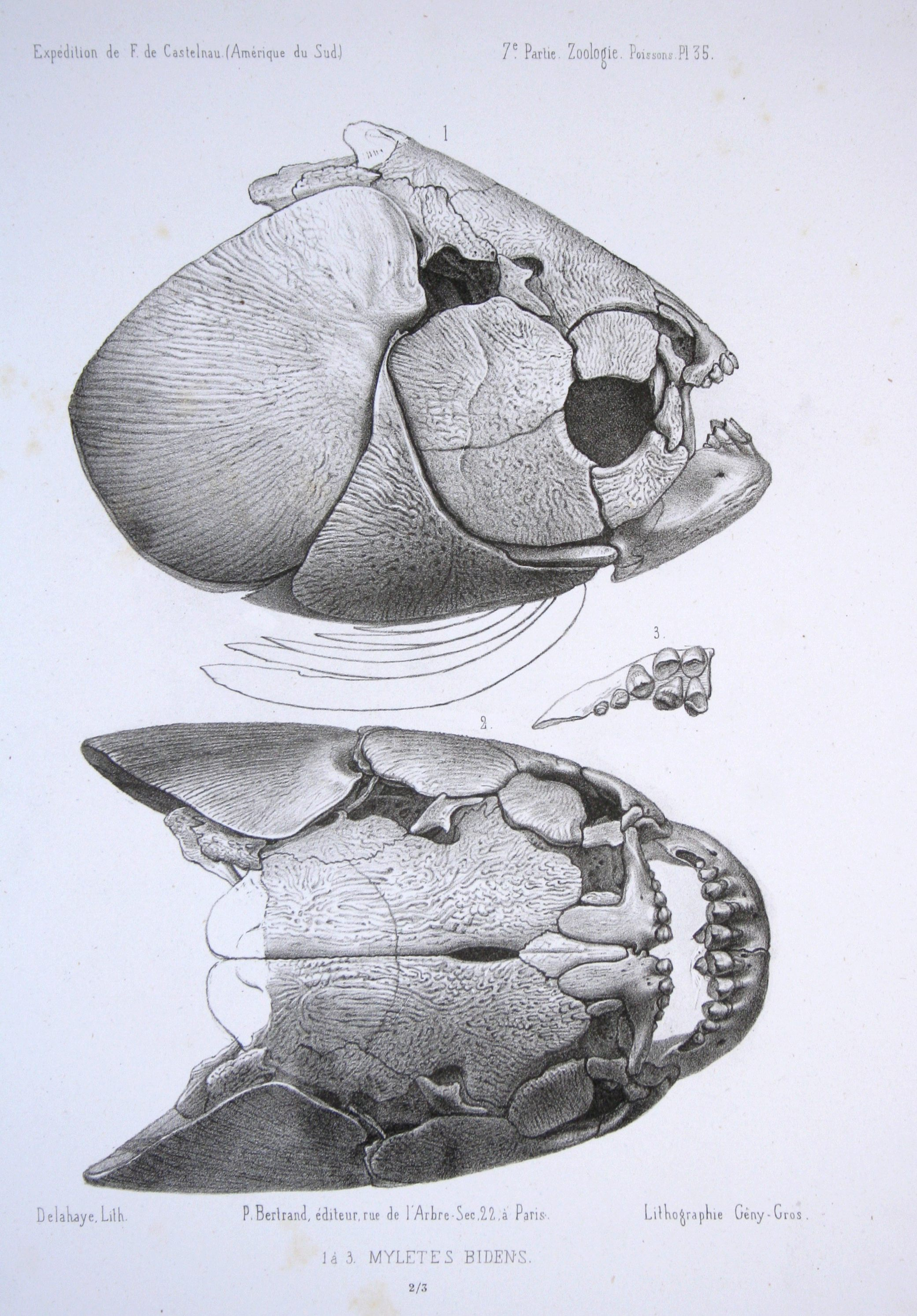
Hộp sọ nhìn từ bên trong và phía trên

Được FishBase đánh giá là có tầm quan trọng nhỏ trong ngư nghiệp, nhưng có tầm quan trọng ở quy mô thương mại trong nghề nuôi cá cảnh.
Đe dọa đối với con người: Được FishBase đánh giá là có thể gây chấn thương (traumatogenic) .